# Could It Be
"Could it be" (tradução portuguesa: "Pode ser?") foi a canção que representou Malta no Festival Eurovisão da Canção 1991, interpretada em inglês Georgina e Paul Giordimaina. Foi o regresso de Malta, depois de uma longa ausência, desde  1975. Foi a terceira canção a ser interpretada na noite do festival, a seguir à canção islandesa "Draumur um Nínu", interpretada por Stefán & Eyfi e antes da canção grega "I Anixi", interpretada por Sophia Vossou. Depois das fracas classificações na década de 1970, eis que Malta teve um regresso auspicioso: 6.º lugar e 106 pontos (a melhor classificação de Malta até então).Teve uma versão em maltês intitulada: "Sejjaħ u ssibni "

## Autores
- Letra: Raymond Mahoney
- Música e orquestração: Paul Abela

## Letra
A canção é um dueto de amor, com os cantores descrevendo os sentimentos de um pelo outro e tentar estabelecer se os que eles têm é um relacionamento sério ("nosso arco-íris acabou") ou se eles têm talvez apenas "uma brincadeira". O coro apela a ambos para "chama-me" e explicando que "se Eu estou zangado de todo, Eu direi Desculpa", implicando que esta ambiguidade deveu-se a uma falta de compreensão. 